# روابط عمومی الکترونیک
روابط عمومی الکترونیک نحوهٔ بکارگیری فناوریهای جدید ارتباطی و شیوه‌های نوین اطلاع رسانی در جهت ارائه خدمات منطبق بر خواسته‌های مخاطبان به‌طور لحظه‌ای به منظور تحقق اهداف روابط عمومی است.
روابط عمومی الکترونیک لازمه و پیش فرض تحقق دولت الکترونیک است. دولت الکترونیک اصطلاحی است که به ارائه خدمات دولتی از طریق اینترنت و با استفاده از ابزارهای رایانه‌ای گفته می‌شود.

## روابط عمومی الکترونیک در ایران
غایت بحث راه اندازی روابط عمومی الکترونیک در ایران، رسیدن به روزی است که بتوان تمام خدمات دولتی و حتی خصوصی را به راحتی و حتی بدون نیاز به مراجعه به پایگاههای مختلف، تنها با اتصال به یک پایگاه واحد انجام داد.
بحث روابط عمومی الکترونیک در واقع اطلاع رسانی به موقع با استفاده از ابزارهای نوین و همگام با روزآمد شدن فناوری‌ها در این حوزه است.

## روابط عمومی سنتی
در شکل سنتی روابط عمومی برای راهنمایی مراجعین تان کار شما تهیه بروشور به صورت مکتوب، نصب تابلوی راهنمای طبقات و مواردی از این قبیل بود.
فرض کنید بسیاری از سازمانهای رسمی کشور، دارای ساختمان‌های متعددی است و شما برای انجام کارتان نیاز دارید به هر ساختمانی یا آدرسهای متفاوتی مراجعه کنید.
از تهیه مدارک مورد نیاز گرفته تا دانستن محل مراجعه از جمله اطلاعاتی است که اصولاً روابط عمومی‌های سازمان باید آن‌ها را تهیه کرده و در قالب بروشوری به مراجعه کنندگان داده یا در اختیار متصدیان مربوطه بگذارند.
با وجود چنین ابزاری است که مردم می‌توانند نظرات خود را بسیار راحتتر و بدون گذراندن فیلترها و سدهای مستحکم به سمع و نظر مسئولین سازمان برسانند. بی اغراق سرعت در اطلاع رسانی اصلی‌ترین عنصری است که روابط عمومی الکترونیک را به روابط عمومی سنتی تحمیل کرده‌است.

## بولتن ساز
یکی از وظایف روابط عمومی‌ها رصد اخبار در رسانه‌ها و ساخت بریده جرائد یا بولتن روزانه است. نرم‌افزارهایی به این منظور طراحی شده‌اند که به صورت اتوماتیک متن اخبار رسانه‌ها را رصد و بانک اطلاعاتی جدیدی از آن‌ها می‌سازند. این برنامه‌ها الگوریتم پیچیده‌ای دارند و از چند برنامه جهت دریافت اخبار، جستجو در آن‌ها و کتابخانه سازی از آن‌ها را بر عهده دارند.

## مجلات الکترونیک
از دیگر مواردی که جزء مهم‌ترین مزایای مجلات الکترونیک است می‌توان به اطلاع رسانی لحظه‌ای، دسترسی سریع به اطلاعات، کاهش حجم نامه‌های اداری و بایگانی، پائین آوردن هزینه‌ها مانند چاپ و انتشار، برگزاری نمایشگاه و... و همچنین فراگیر و فرامرز بودن آن اشاره کرد.

## رسانه‌های دیجیتال
از رسانه‌های دیجیتال می‌توان به رسانه‌های کامپیوتری، موبایلی و بروشورهای دیجیتال نام برد. به عنوان مثال: موبایل کاتالوگ‌ها در زمینه موبایل، مجلات الکترونیکی و....

## ایمیل
ایمیل یا صندوق پستی که امروزه کاربرد زیادی در بین کابران ایرانی پیدا نموده است. در نظر بگیرید برای نشان دادن یک طرح یا متن پس از اخذ سفارش باید متن را در شرکت یا محل کار خود انجام داده و برای گرفتن تأیید باید دوباره به محل کار فرد نامبرده رفت و آن را تأیید گرفت. حال باید حساب کرد که فرد مذکور در شهر شما باشد و امکان دسترسی به وی امکان‌پذیر است. ولی در پست الکترونیکی یا ایمیل شما می‌توانید از سراسر دنیا کار را قبول نموده و سفارش مورد نظر را انجام داده و دوباره کار را جهت تأیید به فرد مورد نظر ارسال فرمایید بدون اینکه تحرک جسمی از خود نشان دهید. برای روشن شدن بیشتر موضوع مثالی دیگر می‌زنم. شما برای اینکه از وضعیت و اوضاع و احوال دوست خود مطلع شوید باید کاغذ و قلم برداشته و برای وی نامه‌ای بنویسید و آن را به صندوق پستی بیندازید. سپس پستچی نامه شما را به اداره پست منتقل نموده و در آنجا تفکیک می‌نمایند و به نشانی دوست شما ارسال می‌شود که این امر مستلزم کذر وقت و زمان است. ولی امروزه با پیشرفت تکنولوژی که فاصله‌ها را از بین برده شما با ایمیل و حتی چت کردن می‌توانید از حال دوستتان در کمترین زمان ممکن (حتی بدون فوت زمان) خبردار شوید.

## جشنواره‌ها، همایش‌های آنلاین
برای اولین بار در ایران طرح جامع مدیریت همایش‌ها و جشنواره‌های آنلاین طراحی شده‌است. که در جشنواره طراحی وب ایران در حال اجرا می‌باشد.